# Омарска
Омарска је насељено мјесто у Републици Српској, БиХ, у граду Приједор. Према попису становништва из 2013. у насељу је живјело 3.081 становника.
Овде се налазе Црква Светог Цара Лазара у Омарској и Црква Вазнесења Христовог у Омарској.

## Спорт
Насеље је сједиште фудбалског клуба Омарска.
Фудбалски клуб се дуги низ година такмичио у Другој лиги Републике Српске, група запад , гдје су остварили значајне резултате.
Проглашени су шампионима истоимене лиге у сезони 2020/2021.
Клуб се тренутно такмичи у Првој лиги Републике Српске.

## Становништво
|             | 2013.          | 1991.          | 1981.          | 1971.          | 1961.          |
| Укупно      | 3 081 (100,0%) | 3 436 (100,0%) | 3 280 (100,0%) | 2 704 (100,0%) | 2 373 (100,0%) |
| Срби        | 3 040 (98,67%) | 3 273 (95,26%) | 2 991 (91,19%) | 2 630 (97,26%) | 2 346 (98,86%) |
| Хрвати      | 15 (0,487%)    | 19 (0,553%)    | 18 (0,549%)    | 15 (0,555%)    | 5 (0,211%)     |
| Неизјашњени | 9 (0,292%)     | –              | –              | –              | –              |
| Остали      | 5 (0,162%)     | 42 (1,222%)    | 13 (0,396%)    | 6 (0,222%)     | 6 (0,253%)     |
| Бошњаци     | 4 (0,130%)     | 23 (0,669%)1   | 12 (0,366%)1   | 10 (0,370%)1   | 1 (0,042%)1    |
| Непознато   | 3 (0,097%)     | –              | –              | –              | –              |
| Југословени | 2 (0,065%)     | 79 (2,299%)    | 216 (6,585%)   | 18 (0,666%)    | –              |
| Украјинци   | 2 (0,065%)     | –              | –              | –              | –              |
| Црногорци   | 1 (0,032%)     | –              | 3 (0,091%)     | 4 (0,148%)     | 6 (0,253%)     |
| Албанци     | –              | –              | 26 (0,793%)    | 21 (0,777%)    | 9 (0,379%)     |
| Словенци    | –              | –              | 1 (0,030%)     | –              | –              |

1. 1 На пописима од 1971. до 1991. Бошњаци су пописивани углавном као Муслимани.

## Знамените личности
- Милош Мамић, народни херој Југославије
- Жељко Бувач, фудбалски тренер
- Бојан Романић, фудбалер
- Бранко Росић, фудбалер